# 闘馬
闘馬（とうば）は、柵の中に入れられたメスをめぐりオスの馬と馬が求愛して戦う競技。
主にインドネシアのスンバ島やフィリピンのミンダナオ島をはじめとしたアジア地域で広く行われており、小型の馬が多く用いられる。
中国では、ミャオ族の間で行われている伝統で、彼らの間に伝わる伝説から行われている。伝説によると約500年前、村の2人の青年が1人の美女に恋をした。それを知った王様は、2人の青年に馬で勝負をつけるよう命じ、その勝者は美女を妻として手にできることになった。その時の馬の闘いは凄まじいものであったが、時の流れと共にその伝説が語られることも少なくなった。美女が、誰の嫁になったのかも分からない。伝統として引き継がれ新年を祝う行事として闘馬協会主催により開催されている。
韓国では、済州島において伝統行事であるマルサウムと呼ばれる闘馬が定期的に済州馬生産者協会により行われている。発情期の雄馬は雌馬を手に入れようと興奮しているためこれを利用して雄馬2頭と雌馬を闘技場に入れ、雄馬2頭を戦わせる。片方の雄馬が相手の馬に背を向けたり、雌馬に近づくのを止めたらもう1頭の雄馬は相手をそれ以上攻撃せず勝利となり、交尾ができる。
日本でも、奄美大島の喜界島で馬合わせと呼ばれる闘馬が小学校の校庭を利用して行われていたが、駻馬（かんば）の蹴り合い、4つに組んでの咬み合いは凄まじく、血なまぐさかったこともあり、1917年ごろ、警察により中止され、現在では全く行われなくなった。